# Escolta

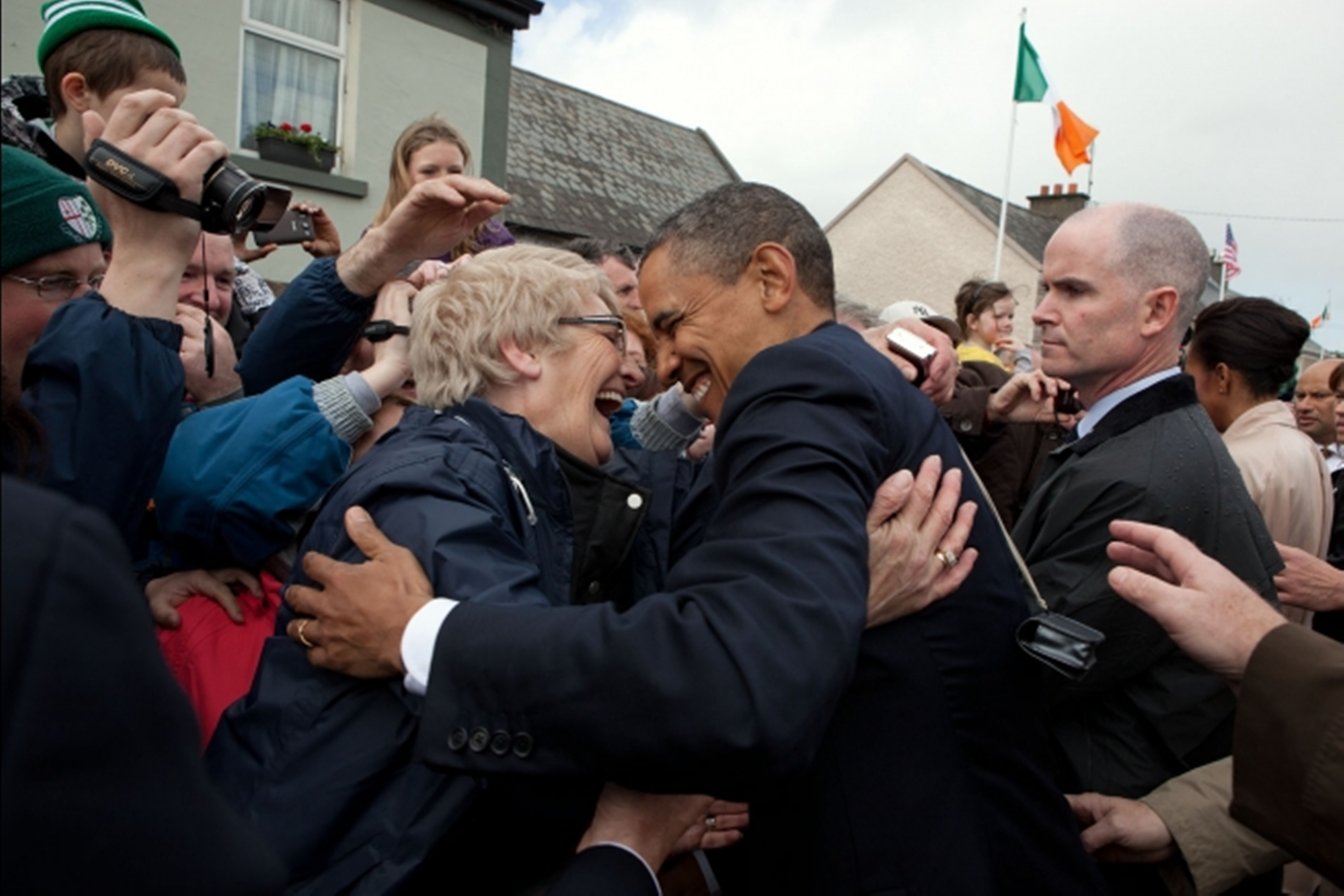
El presidente Barack Obama acompañado por un escolta en Irlanda

Un escolta es el profesional de la seguridad, pública o privada, especializado en la protección de personas (personas que tienen poder político o económico o mediático), experto en combate cuerpo a cuerpo y especialista en armas blancas, armas de fuego y armas convencionales y no convencionales, principalmente capacitado para minimizar cualquier situación de riesgo. Para su formación básica, debe realizar un curso y un examen de capacitación. En España, se denomina guardaespaldas a la persona, no profesional y no habilitada que es contratada por un particular para que le acompañe, y no debe portar armas ni ejercer funciones propias de un escolta.
El escolta militar es el escolta que protege específicamente a personal del ejército.

## Escoltas escolares
Hay escoltas escolares y están integradas de la siguiente manera: dos guardias, dos retaguardias, un abanderado, un sargento y un integrante que entregue la bandera. La distancia que deben guardar los elementos del frente entre sí será de un intervalo lateral y de tres pasos los retaguardias de los guardias. Las escoltas pueden estar conformadas por elementos masculinos, femeninos, o de forma mixta. Este tipo de escolta también es utilizado por gobiernos y ejércitos durante actos oficiales y de protocolo. Aunque lo adecuado sería que la escuela contase con dos escoltas: —una para celebraciones oficiales y otra para; concursos—, son pocas las que en la práctica llevan esto a cabo.

## Escoltas en la cultura popular
El documental Las buenas sombras (escrito y dirigido por Felipe Hernández Cava, 2022) se centra en la figura de los escoltas heridos o asesinados por la banda terrorista ETA.